# Кармеліти
Кармелі́ти — члени католицького монашого чину (повна назва — лат. Ordo fratrum Beatae Virginis Mariae de monte Carmel — Орден братів Пресвятої Діви Марії з гори Кармель), заснованого у 2-й половині ХІІ століття у Палестині.

## Харизма та походження ордену

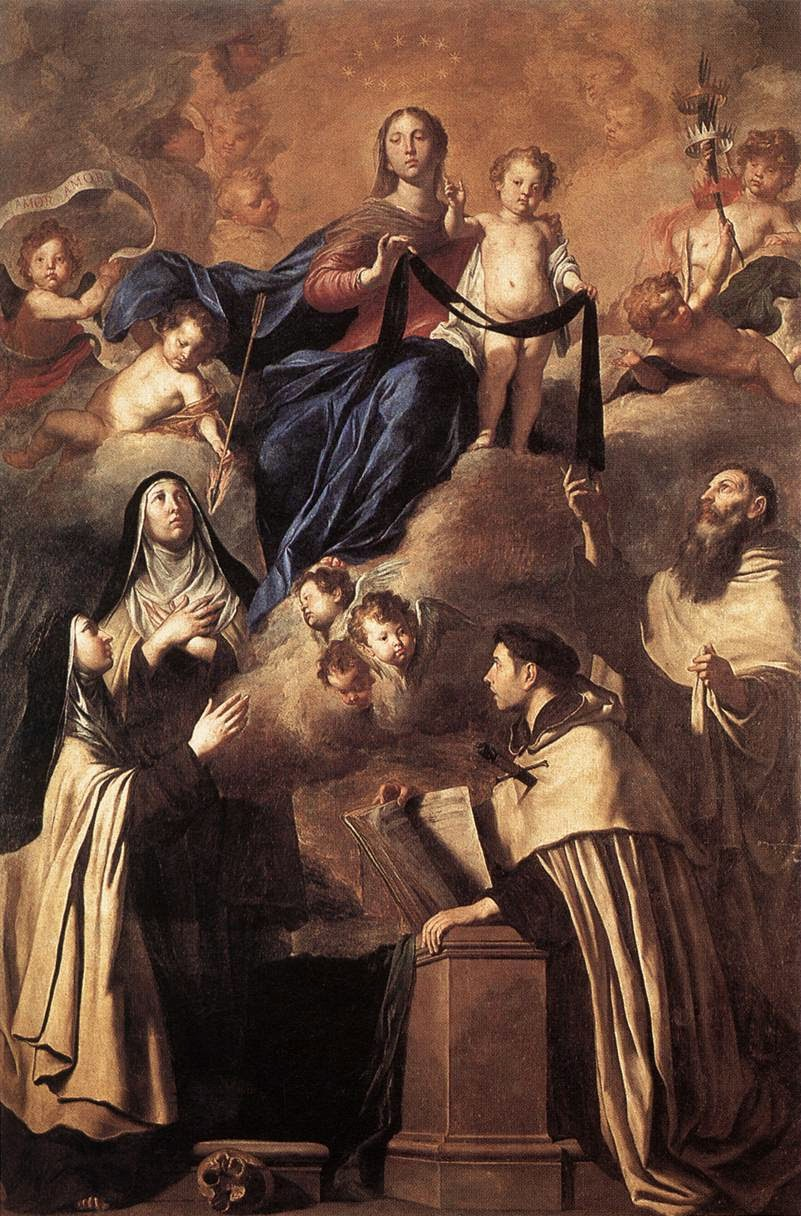
П'єтро Новеллі, Божа Мати з Гори Кармель і святі кармеліти (Симон Сток (стоячи) Анджело з Єрусалиму (на колінах), Марія Магдалина де Пацці, Тереза Авільська), 1641 (Museo Diocesano, Палермо).

Харизмою, або духовним фокусом ордену кармелітів є споглядальна молитва. Вважається, що орден перебуває під особливим захистом Пресвятої Богородиці і, отже, має сильне пошанування Марії. Як і в більшості орденів, що походять із середньовічних часів, Перший орден ченців (які є споглядальними та відкритими), Другий орден черниць (які є закритими) і Третій орден, що складається з мирян, які продовжують жити світським життям, і можуть одружуватися, але беруть участь у харизмі ордену шляхом літургійної молитви, апостолятами, і споглядальною молитвою. Є також інші відгалуження, такі, як активні сестри кармелітів.
Кармелітська традиція виводить своє походження від спільноти самітників на горі Кармель, яка у свою чергу походить від школи пророків у стародавньому Ізраїльському царстві, хоча немає точних записів про пустельників на цій горі до 1190 року. До того часу група людей збиралася біля криниці Іллі на горі Кармель. Ці люди, які йшли у Палестину з Європи або як паломники, або як хрестоносці, вибрали гору Кармель, зокрема через джерело Іллі.
Товариство, як вважали, було присвячено Пресвятій Богородиці. Монастирські будівлі руйнувалися кілька разів, проте монастир босих кармелітів був побудований поруч із первісним місцем під егідою о. Юлія від Спасителя, і належним чином освячений 12 червня 1836 року.
Між 1209 і 1214 роками відлюдники отримали формулу довідка «відповідно до їх заявленої мети» (Правило Ч. 1) від Патріарха Єрусалиму та папського легата, святого Альберта Авогадро. Альберт був відповідальний за надання уставів під час свого довгого перебування на посаді єпископа Верчеллі, і добре розбирався в дипломатії, будучи посланим папою Іннокентієм III як папський легат до Східної провінції. Як досвідчений святитель, він створив документ, що є юридично лаконічним і рясніє біблійними алюзіями, тим самим укорінивши відлюдників у житті Вселенської Церкви, з їх власними сподіваннями.
Первісний устав кармелітів (Св. Альберта) адресовано священнику, чиє ім'я відоме лише як «B.». Пізніше брати наводять приклад Іллі і Пресвятої Діви, як ранню модель співтовариства. Згодом, під тиском з боку інших європейських ченців, для більшого уточнення, вони взяли найменування «Св. Бертольда», що, ймовірно, походить від усної традиції Ордену.
Правило складалося з шістнадцяти статей, в яких запропоновано суворе підпорядкування їх пріорату, проживання в окремих келіях, сталість у молитві, слухання Служби щоранку в ораторії ордену, обіти бідності та праці, щоденне мовчання від вечірні до наступного ранку, утримання від усіх форм м'яса (за винятком випадків важкої хвороби) і піст від свята Чесного Хреста (14 вересня) до Великодня наступного року.

## Історія

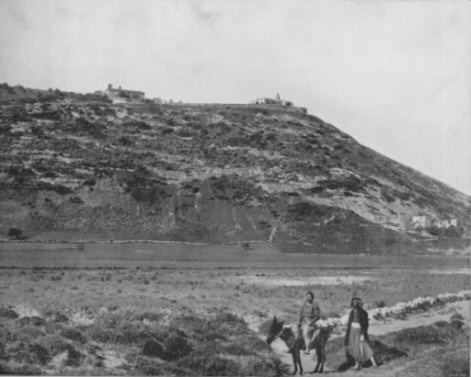
Гора Кармель. Фото 1894 року

Першу чернечу общину кармелітів заснував близько 1156 року учасник другого Другого Хрестового походу святий Бертольд із Калабрії на горі Кармель (звідки й назва чину) біля Хайфи (коло джерела св. Іллі — ель-Мухрака), де стоїть донині діючий католицький монастир кармелітів.
На прохання засновника патріарх Єрусалимський Альберт у 1214 р. склав чернечий статут, який відрізнявся особливою суворістю — кармеліти повинні були жити в окремих келіях, постійно молитися, дотримуватися суворих постів, у тому числі повністю відмовитися від м'яса, а також значний час проводити в повному мовчанні. У 1226 році статут чину був затверджений Папою Гонорієм III.
Після поразки хрестоносців у 1238 році орден був змушений емігрувати до Європи, обителі були засновані на Кіпрі, Сицилії, а також в Італії, Англії, Франції та Іспанії. Перший генеральний настоятель ордена св. Симон Сток доручив орден особливому заступництву Пресвятої Діви Марії. У Європі кармеліти заснували значну кількість монастирів.
1245 чи 1247 року Папа Інокентій IV надав кармелітам права жебручого ордену. Розквіт ордену припав на кінець XIII — початок XIV століття. Надалі орден чекали проблеми, пов'язані як з історичними обставинами — Столітня війна, епідемія чуми, так і з дискусіями щодо повернення ордена до первинних суворих правил чернечого життя. Спроби реформ робилися в монастирях Мантуї (XV століття), Альбі (початок XVI століття), та інших містах, проте вони не стали успішними і не змогли запобігти глибокій кризі ордену в епоху Реформації.
1451 року в Франції виник жіночий чин кармеліток.
Лише у другій половині XVI століття в ордені взяла гору тенденція до глибокого оновлення. Діяльність Терези Авільської та Івана від Хреста привела до появи відгалуження кармелітів — босих братів, які проголошували повернення до початкових аскетичних ідей кармелітів. Орден босих кармелітів було затверджено в 1593 році.
У XVII—XVIII століттях монастирі кармелітів існували в багатьох містах і містечках України: Кам'янці-Подільському, Барі, Бердичеві, Ганнополі, Дрогобичі, Кисилині, Львові, Перемишлі, Городищі, Ушомирі, Топорищах.
Із входженням українських земель до складу Російської імперії монастирі кармелітів були ліквідовані.
У XIX—XX століттях обидва кармелітські ордени почали поступово відроджуватися. Монастирі кармелітів у наш час[коли?] розташовані в більшості країн Європи та Америки. Кармеліти працюють у Білорусі (чотири духовні центри), в Україні (Київ та Бердичів), а також у Росії (Усольє-Сибірське, Іркутська область).
В 1970-х роках чин кармелітів налічував у світі близько 27 тис. ченців і черниць.

## Символіка
Первісний спосіб життя ордену був змінений, щоб відповідати жебручому ордену, з ініціативи святого Симона Стока і по команді папи Іннокентія IV. Їхнє колишнє вбрання складається з мантії із чорними й білими або коричневими й білими смугами — чорні чи коричневі смуги символізують опіки на мантії Іллі, отримані від вогненної колісниці, коли вона впала з плечей та була відкинута. Кармеліти носили таку ж рясу, як домініканці, за винятком того, що плащ їхній був білим. Крім того, вони багато що запозичили з Домініканської і Францисканської традиції. Відмінною ознакою одягу кармелітів був параман з двох смуг темної тканини, який носили на грудях і спині, перекинувши через плечі. Традиція вважає, що цей елемент убрання було дано св. Симону Стоку Пресвятою Богородицею, яка з'явилася йому і обіцяла, що всі, хто носить його з вірою і благочестям, і загине в ньому, будуть врятовані. Там виникло і Братство парамана, яке об'єднує велику кількість мирян-кармелітів. Орден втілив кілька грандіозних вимог, проте, заперечує «винаходження» чоток домініканами, називаючи себе братами Богородиці, і стверджуючи, на основі їхнього традиційного зв'язку з Іллею, що всі пророки Старого Завіту, а також Богородиця і Апостол, були кармелітами.
Мініатюрна версія параману кармелітів популярна серед римо-католиків і є однією з найпопулярніших молитов у Церкві. Ті, хто його носить, зазвичай вважає, що пошанування параману кармелітів (також названого «коричневим параманом» або просто «параманом») і смерть у стані благодаті, порятують його від вічного прокляття. Католики, які вирішили носити образок, як правило, реєструються у пресвітера, і дехто з них вступає у Братство параману. Кармеліти-конверзи зі світського ордену босих кармелітів носять образок, який є меншим, ніж параман кармелітів, що вони одягають до сну, але все-таки більший, ніж звичаєві парамани.
Герб ордену кармелітів — срібний геральдичний щит, розділений чорним вістрям; у всіх трьох частинах щита — по шестикутній зірці перемінних кольорів. У другій половині XVIII — на початку ХІХ ст. згаданий герб виступав на печатці кармелітського монастиря в містечку Аннопіль (нині с. Ганнопіль Шепетівського р-ну Хмельницької обл.), заснованого у 1753 р. власником містечка князем Антонієм Барнабою Яблоновським.

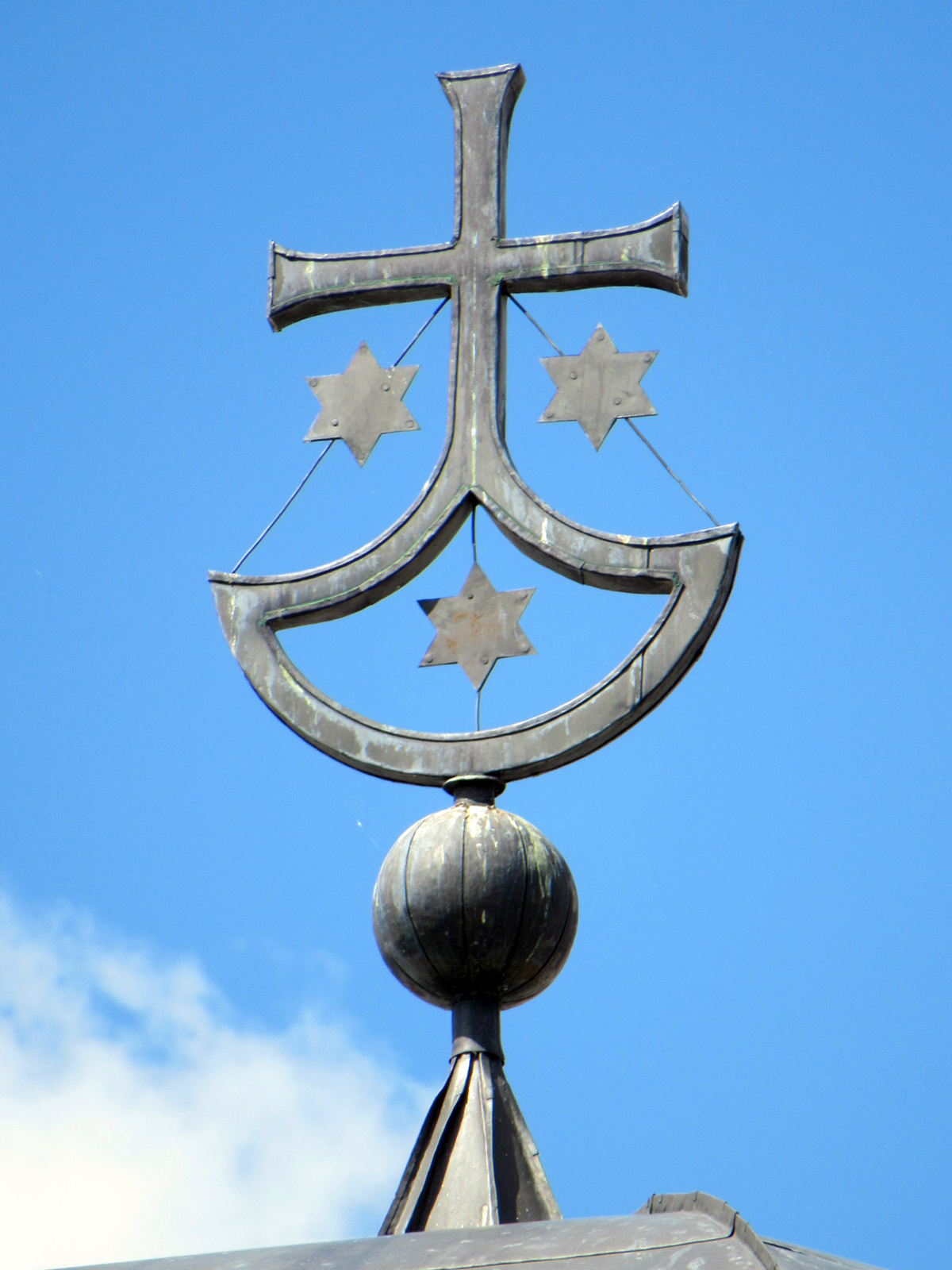
хрест з гербом на костелі Непорочного Зачаття Пресвятої Діви Марії у Бердичеві
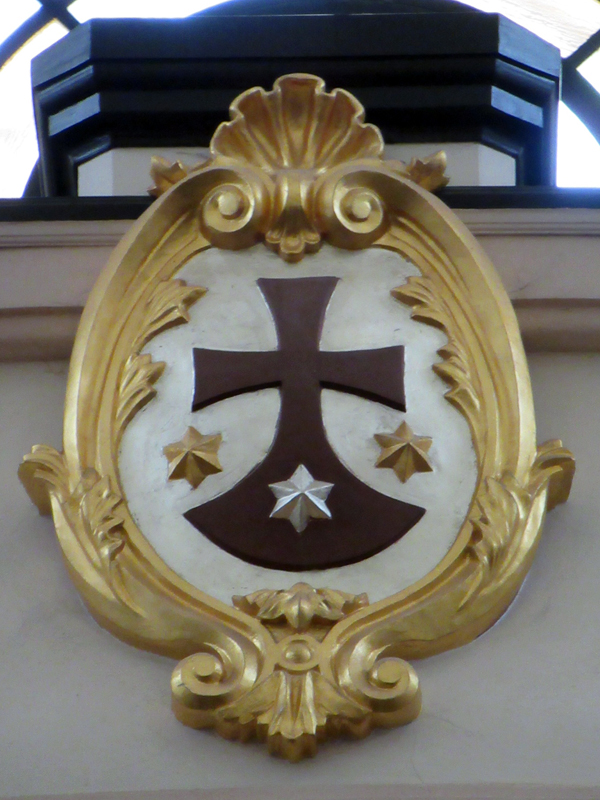
герб ордену в костелі Непорочного Зачаття Пресвятої Діви Марії у Бердичеві

## Організація
Власне спільноту кармелітів складають такі організації:
- Орден братів Пресвятої Діви Марії з гори Кармель (лат. Ordo Fratrum Beatae Mariae Virginis de Monte Carmelo, OCarm — основна гілка кармелітів. У 2010 році налічувалося 1914 ченців (з яких священників 1316) в 329 обителях, розташованих в 29 країнах. Мають і жіночу гілку — кармеліток.
- Орден босих братів Пресвятої Діви Марії з гори Кармель (лат. Ordo Fratrum Diacalceatorum Beatae Mariae Virginis de Monte Carmelo, OCD) — орден, що відокремився від основної гілки кармелітів в XVI столітті. Його виникнення пов'язане з діяльністю великих кармелітських святих — Терези Авільської та Івана від Хреста, а також з бажанням частини кармелітської братії жити за суворим початковим статутом ордену. У 2010 році орден об'єднував 3 972 монахів (з них священників — 2 737) в 602 монастирях[4].
- Згромадження братів-кармелітів Непорочної Діви Марії (лат. Congreagatio Fratrum Carmelitarum Beatae Mariae Immaculatae, CMI) — конгрегація сиро-малабарського обряду кармелітської духовності, діє в Індії, налічує 2 243 ченців (з них 1 397 священників) в 320 обителях (2004).
- Світський орден босих кармелітів (лат. Ordo Carmelitarum Discalceatorum Saecularis, OCDS), раніше відомий як Третій світський орден Пресвятої Діви Марії з гори Кармель, є конгрегацією Католицької церкви, з мирянами як основними членами, але який може також приймати як учасників біле духовенство, з обіцянкою прагнути жити у євангельській досконалості в дусі євангельських рад чистоти, бідності і послуху.

## Видатні кармеліти
- Нуну Алваріш Перейра — національний герой Португалії, генерал-коннетабль, святий.
- Іван Філіп Вездін (1748—1806) — чернець ордену босих кармелітів, священник, місіонер, сходознавець, відомий як батько європейської індології.